# Edward Thomas Hughes
Edward Thomas Hughes (ur. 13 listopada 1920 w Lansdowne, Pensylwania, zm. 25 grudnia 2012 w Metuchen, New Jersey) – amerykański duchowny katolicki, biskup Metuchen w latach 1986-1997.

## Życiorys
Do kapłaństwa przygotowywał się w Archidiecezjalnym Seminarium Duchownym św. Karola Boromeusza. Święcenia kapłańskie otrzymał 31 maja 1947 roku i inkardynowany został do rodzinnej archidiecezji Filadelfia. Był m.in. proboszczem w Secane.
14 czerwca 1976 otrzymał nominację na biskupa pomocniczego Filadelfii ze stolicą tytularną Segia. Sakry udzielił mu kardynał John Krol. 11 grudnia 1986 mianowany ordynariuszem Metuchen. Ingres miał miejsce 5 lutego 1987 roku. Na emeryturę przeszedł 8 lipca 1997 roku. W chwili śmierci był jednym z najstarszych biskupów amerykańskich.